# Фар'яб
Фар'яб (пушту فارياب) — провінція на північному заході Афганістану поблизу з туркменським кордоном. Межує на північному сході з провінцією Джаузджан, а на південному заході — з Бадгіс. В провінції проживають узбеки. 12 липня 1998 року провінцію захопили таліби. На початку квітня 2004 року контроль над провінцією встановив польовий командир Дустум
Столиця провінції  — місто Меймене.

## Райони
- Алмар
- Андхой
- Білчіраг
- Гурсіван
- Давлат Абад
- Карамокол
- Кайазар
- Кваджа Сабз Пош
- Кохістан
- Кхані Чавар Баг
- Кургхан
- Маймана
- Паштун Кот
- Ширін Тагаб